# Melongena corona
Melongena corona là động vật thân mềm chân bụng sống ở biển trong họ Melongenidae.

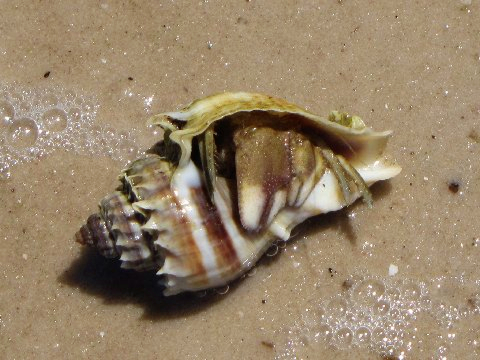
Một con cua sống trong vỏ ốc Melongena corona.

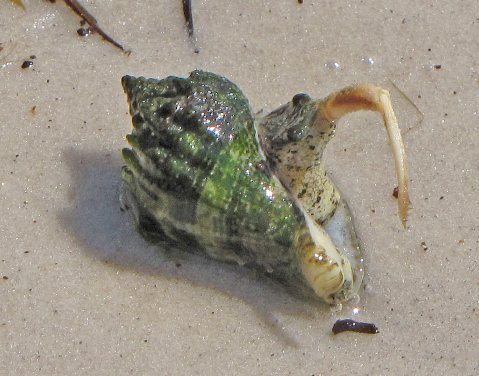
Melongena corona dùng vảy để di chuyển

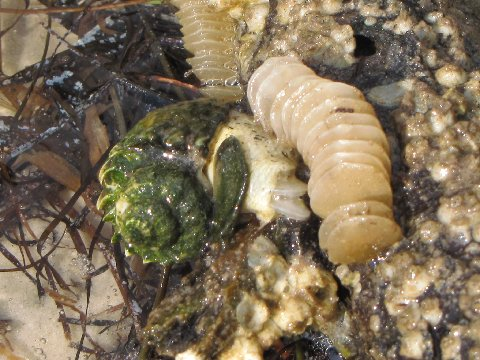
Melongena corona đẻ trứng.

## Hình ảnh

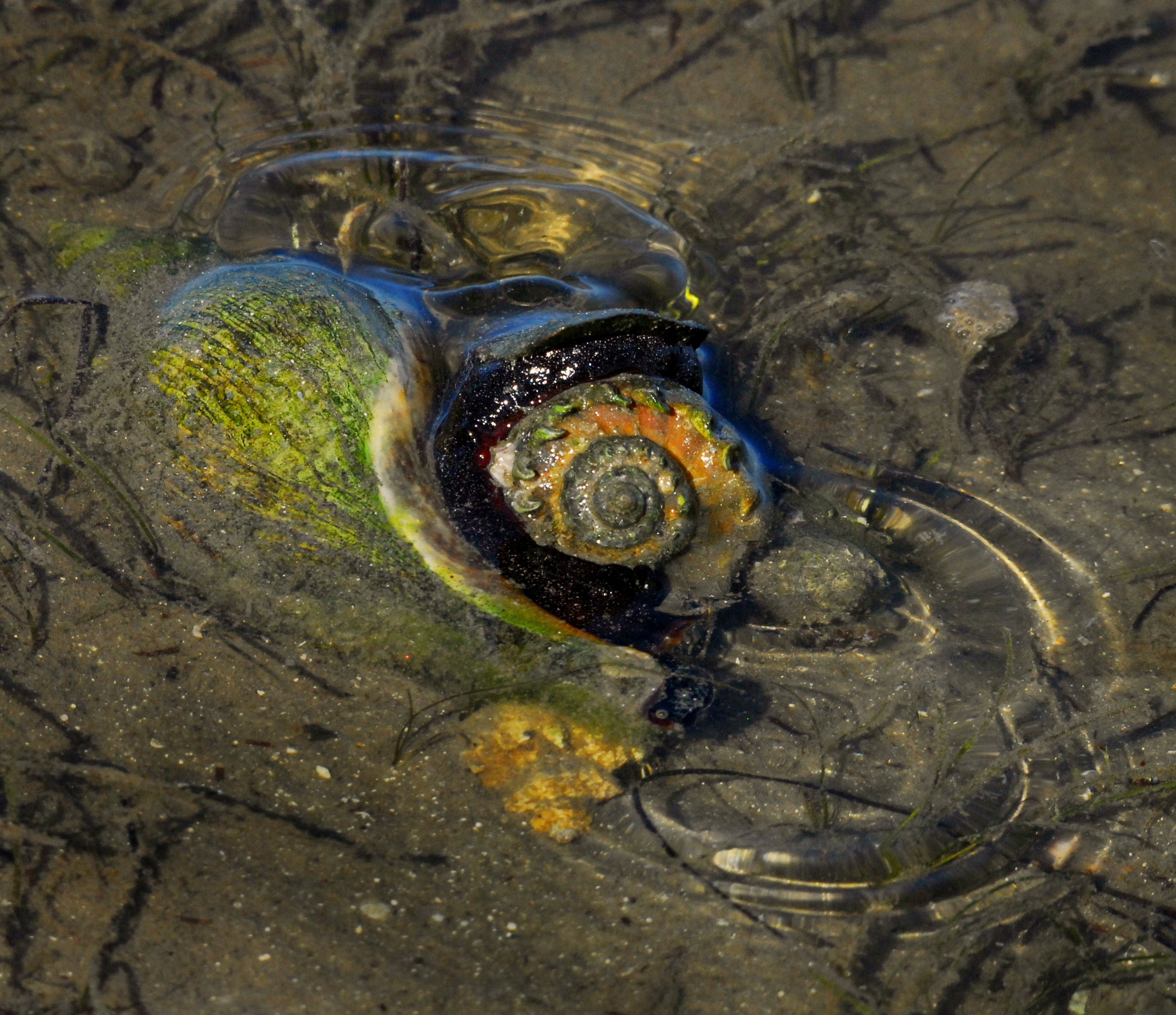
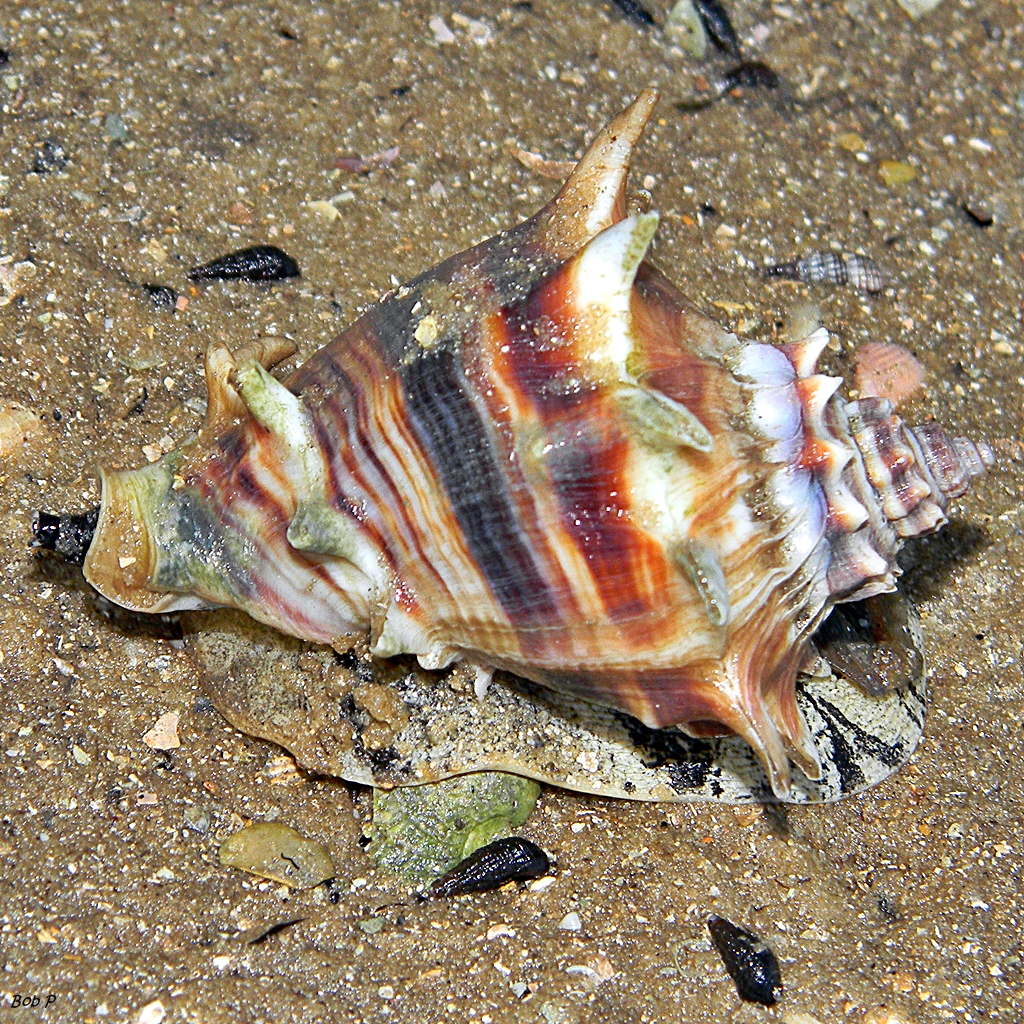
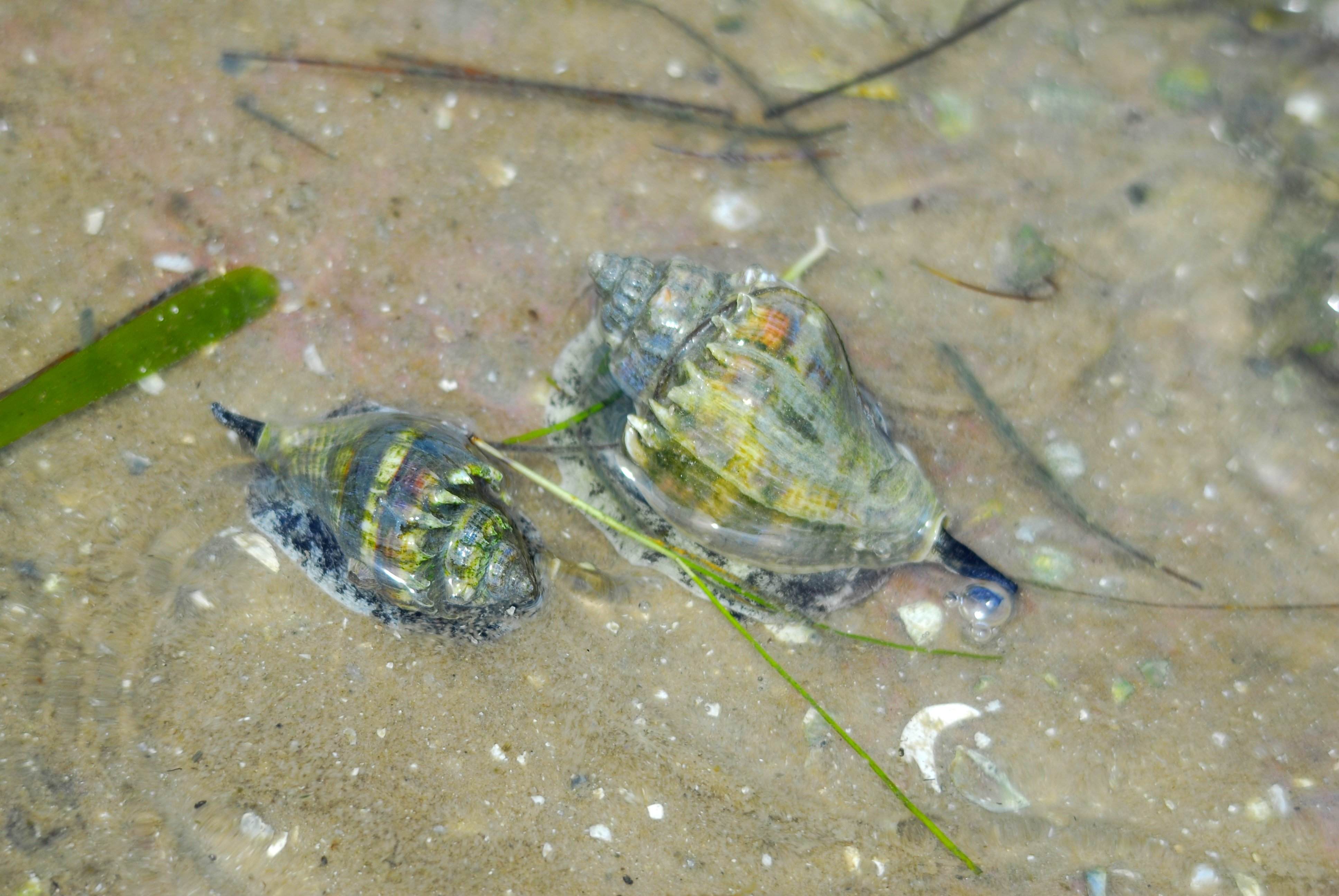
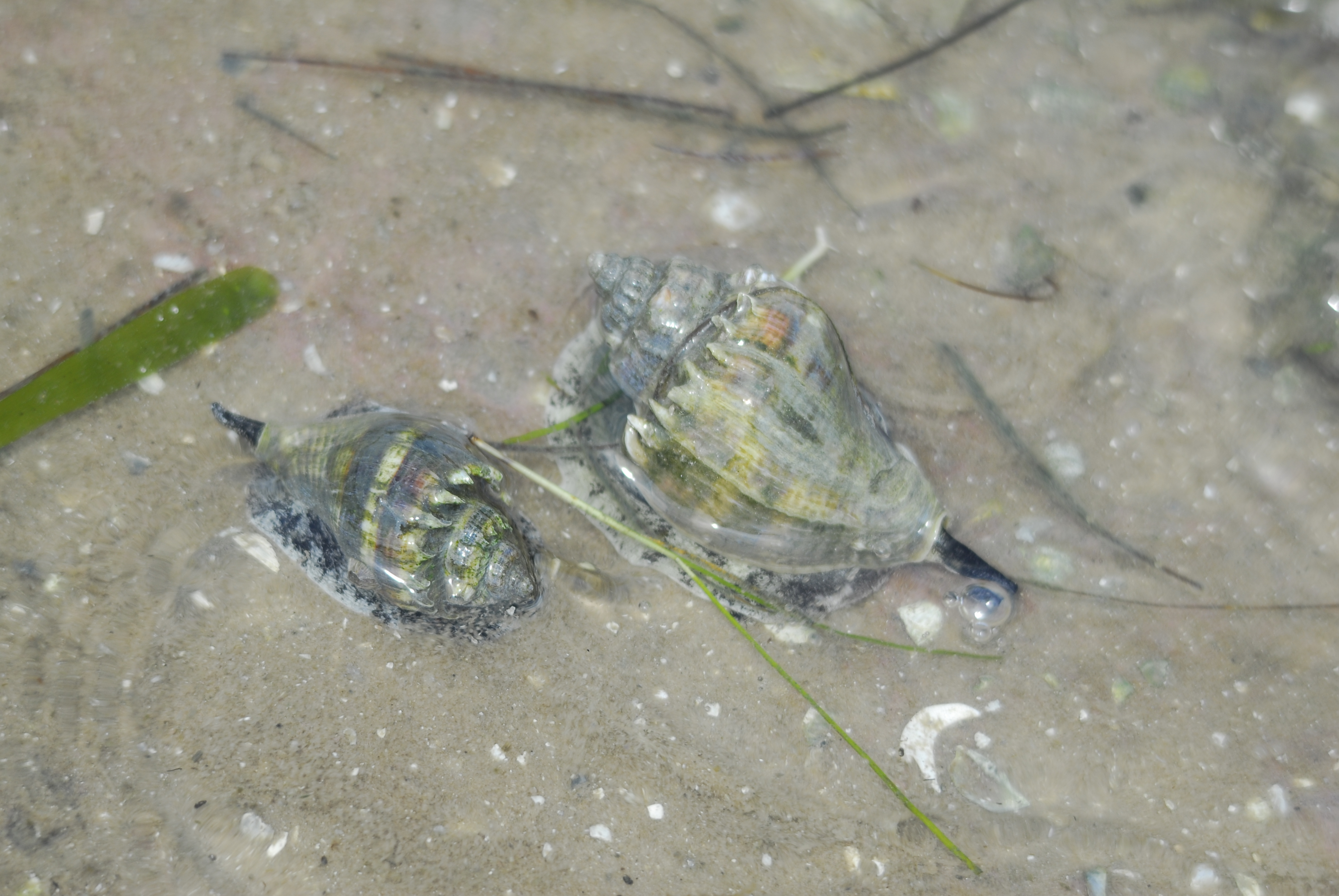